# Jeune Bosnie
Jeune Bosnie (en serbo-croate : Млада Босна / Mlada Bosna) est une organisation révolutionnaire formée de jeunes nationalistes « yougoslaves », composé de Croates, de Musulmans et de Serbes. Le 28 juin 1914, l'un de ses membres, Gavrilo Princip, assassine l'archiduc François-Ferdinand d'Autriche à Sarajevo, déclenchant une crise diplomatique qui, dans le contexte des tensions entre puissances européennes, servira de prétexte au déclenchement de la Première Guerre mondiale.

## Objectif
L'organisation secrète « Jeune Bosnie » était un petit groupe révolutionnaire anarchiste proche du Parti social-démocrate serbe qui avait pour objectif premier la création d'une fédération ou d'une confédération rassemblant tous les Slaves de Serbie, du Monténégro et d'Autriche-Hongrie (Croate, Slovène) bien au-delà des projets austroslaves ou trialistes qui se bornaient à vouloir fédérer les slaves de l'Empire des Habsbourg sans remettre celui-ci en question.

## Membres
- Gavrilo Princip, étudiant, un des auteurs de l'attentat de Sarajevo (1914) ;
- Ivo Andrić, diplomate[3], écrivain (prix Nobel de littérature en 1961) ;
- Mehmed Mehmedbašić ;
- Danilo Ilić ;
- Veljko Čubrilović (en) ;
- Vaso Čubrilović (en) ;
- Trifko Grabež ;
- Vladimir Gaćinović (en)
- Cvjetko Popović (en) ;
- Nedeljko Čabrinović ;
- Miško Jovanović.